# Lužice, Olomouc
Lužice là một làng thuộc huyện Olomouc, vùng Olomoucký, Cộng hòa Séc.